# Phylica nitida
Phylica nitida är en brakvedsväxtart som beskrevs av Jean-Baptiste de Lamarck. Phylica nitida ingår i släktet Phylica och familjen brakvedsväxter. Inga underarter finns listade i Catalogue of Life.

## Bildgalleri

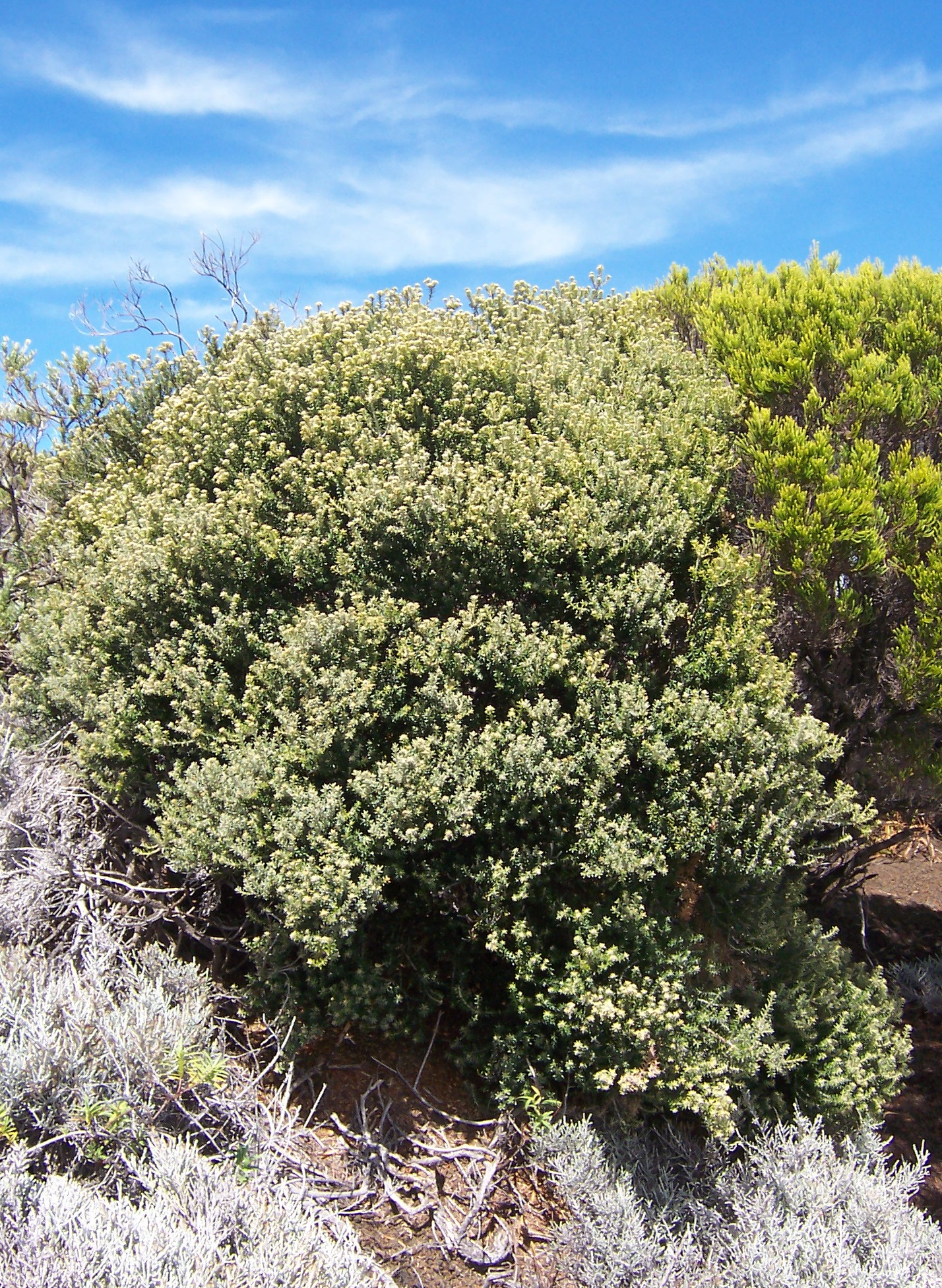
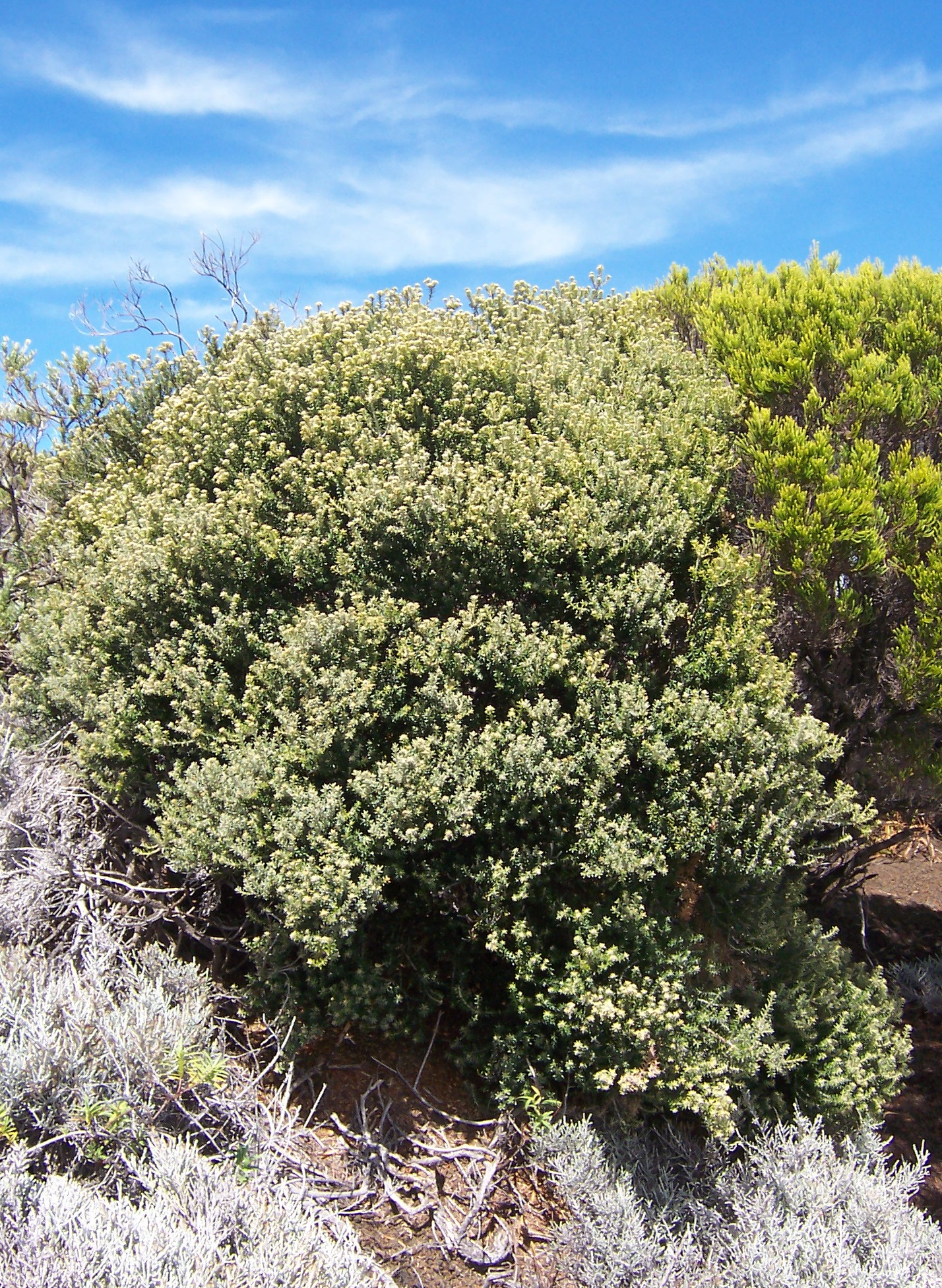